# Anabolia bimaculata
Anabolia bimaculata är en nattsländeart som först beskrevs av Walker 1852.  Anabolia bimaculata ingår i släktet Anabolia och familjen husmasknattsländor. Inga underarter finns listade i Catalogue of Life.